# Municipio de Cranberry (condado de Venango)
El municipio de Cranberry (en inglés: Cranberry Township) es un municipio ubicado en el condado de Venango en el estado estadounidense de Pensilvania. En el año 2000 tenía una población de 7.014 habitantes y una densidad poblacional de 38.5 personas por km².

## Geografía
El municipio de Cranberry se encuentra ubicado en las coordenadas 41°21′00″N 79°45′29″O / 41.35000, -79.75806.

## Demografía
Según la Oficina del Censo en 2000 los ingresos medios por hogar en la localidad eran de $34,547 y los ingresos medios por familia eran $40,063. Los hombres tenían unos ingresos medios de $31,573 frente a los $24,750 para las mujeres. La renta per cápita para la localidad era de $16,361. Alrededor del 11,8% de la población estaban por debajo del umbral de pobreza.